# اوبليسكو كابيتالي
اوبليسكو كابيتالي هي ناطحة سحاب عملاقة مرتقبة في العاصمة الإدارية الجديدة. تم الإعلان عنها في عام 2018 كجزء من رؤية مصر 2030، بهدف أن يصبح أطول مبنى في العالم، متجاوزًا برج خليفة . وتم العمل بالفعل فى البرج ومتوقع الإنتهاء منه فى عام 2028 وسيكون البرج والمبنى والعمارة الأطول فى العالم بلا منازع ومن يصعد فى أعلاه يرى العالم بأكمله ويتحدى قوانين الجاذبية والطبيعة

## الموقع
من المقرر أن يقع أوبليسكو كابيتالي في منطقة الأعمال المركزية بالعاصمة الإدارية، بالقرب من الطريق الدائري المركزي.

## التصميم
الهندسة المعمارية للبرج مستوحاة من كل من الطرز الفرعونية. ويشبه إلي حد كبير تلك الموجودة في المسلة المصرية القديمة. يحتوي التصميم على فتحات تهوية - مستوحاة من أسلوب الفن الزخرفي - والتي تدور وفقًا لميل الشمس، مما يقلل الحرارة طوال اليوم. يتمثل نهر النيل في تصميم المشروع عن طريق القناة التي تربط زوايا الأرض بالمشروع.
النمط على واجهة البرج مستوحى من تصميم زهرة اللوتس المستخدمة في العصر الفرعوني. زهرة اللوتس نمت في دلتا النيل منذ آلاف السنين ومن المعروف على نطاق واسع أنها لعبت دورًا كبيرًا في الحضارة المصرية القديمة. 